# Dorel Vișan
Dorel Vișan (n. 25 iunie 1937, Tăușeni, România) este un actor, director al Teatrului „Lucian Blaga” din Cluj și poet român. A interpretat peste 40 de roluri în teatru, în cea mai variată gamă, de la Molière la Shakespeare, de la Marivaux la Büchner, iar în film a avut peste 50 de roluri în producții românești și internaționale.

## Biografie
Dorel Vișan s-a născut la data de 25 iunie 1937 în satul Tăușeni, județul Cluj (interbelic). A absolvit Școala Normală din Cluj după care a urmat cursurile Facultății de Educație Fizică. După absolvirea acesteia, a plecat la Surduc, un centru minier de lângă Jibou, ca profesor. La Surduc, a făcut parte dintr-o trupă de teatru pentru amatori. A absolvit în anul 1964 cursurile Institutului de Artă Teatrală și Cinematografică "I.L. Caragiale" din București, la clasa George Dem. Loghin și Dem Rădulescu
„De la Bibanu' în special am învățat eu mult teatru, dar nu numai de la el. Pe atunci exista o pleiada de mari actori Storin, Beligan, Finteșteanu, Antoniu, Finți pe care i-am urmărit cu atenție de la comportamentul din viață la cel scenic. Sau invers...”—Dorel Vișan
După absolvirea facultății a fost repartizat și angajat ca actor la Teatrul Național din Cluj.
Este unul din cei mai importanți actori de film din România și unul din puținii, care au ajuns la o solidă reputație europeană. În anul 1974, a debutat pe marele ecran în comedia Păcală, iar patru ani mai târziu este magistral în Între oglinzi paralele, în regia lui Mircea Veroiu. În anul 1987, Mircea Danieliuc l-a distribuit în filmul Iacob, film în care Vișan a realizat rolul său de referință. Interpretarea sa din acest film a fost foarte apreciată. Cotidianul The New York Times îl elogia astfel: "Dorel Vișan în rolul principal este extraordinar, în special atunci când rămâne singur, fără cuvinte, în ultimele 20 de minute".
După ce în anul 1985, Stere Gulea i-a oferit rolul Tudor Bălosu în filmul Moromeții, în anul 1995 Mircea Daneliuc i-a oferit rolul principal (senatorul Vârtosu) în filmul Senatorul melcilor. Pentru prestația din film a primit premiul de interpretare masculină, la Festivalul Filmului Mediteranean de la Montpellier-Franța. Presa franceză și criticii de film l-au elogiat astfel:
- ”Senatorul e genial interpretat de Dorel Vișan, un voinic spătos, care seamănă ciudat cu Charles Napier, actorul venerat al lui Jonathan Demme. “Senatorul melcilor” ar fi trebuit premiat pentru formidabilul actor Dorel Vișan, în rolul titular”. (Thierry Jousse – Cahiers du Cinema).
- “Se reține jocul excepțional al lui Dorel Vișan în rolul senatorului. Acest rol ar fi putut foarte bine să-i aducă un premiu de interpretare masculină” (Montreal).[4]

În anii următori, Dorel Vișan a jucat în filmele Magnatul (2004) și Sistem nervos (2005). În paralel cu activitatea sa artistică de pe scena Teatrului din Cluj și din filme, a fost și director al Teatrului „Lucian Blaga” din Cluj, precum și profesor la Universitatea „Babeș-Bolyai” din același oraș.

## Onoruri
De-a lungul carierei sale, a fost laureat cu numeroase premii:
- Premiul pentru cea mai bună interpretare masculină la Festivalul Filmului Românesc de la Costinești (1981),
- Cel mai bun actor al anului acordat de Asociația Oamenilor de Teatru (1987),
- Nominalizare pentru cel mai bun actor la Festivalul european al filmului (1988),
- Premiul de interpretare masculină al Asociației Cineaștilor, pentru rolul Iacob din pelicula Iacob (1988)[2]
- Premiul pentru cel mai bun actor de film acordat de revista Flacăra (1988)[2]
- Premiul pentru cel mai bun actor al anului acordat de revista Viața studențească (1988)[2]
- Premiul pentru interpretare masculină pentru rolul din Senatorul melcilor la Festivalul Filmului Mediteranean de la Montpellier, Franța (1995),
- Premiul de Excelență la TIFF pentru activitatea sa neîntreruptă în slujba artei (2003).

Actorul Dorel Vișan a fost decorat la 30 mai 2002 cu Ordinul național Serviciul Credincios în grad de Cavaler, alături de alți actori, „pentru prestigioasa cariera artistică și talentul deosebit prin care au dat viață personajelor interpretate în filme, dar și pe scenă, cu prilejul celebrării unui veac de film românesc”.
Pe data de 22 iunie 2018, actorului Dorel Vișan i-a fost acordat titlul de Doctor Honoris Causa de către Universitatea Națională de Artă Teatrală și Cinematografică „I.L.Caragiale” din București.
Dorel Vișan s-a căsătorit la data de 30 decembrie 1964 cu Maria Vișan. Au fost căsătoriți timp de 29 ani, până la decesul acesteia la 14 iulie 1993. Împreună au trei copii.
„Credința mea, pe care o propovăduiesc pe unde pot, este că un artist nu trebuie să facă roluri, ci să recreeze destine. Mă consider un norocos, deși am trăit multe întâmplări pe care nu le-am pus pe seama norocului. [...] Poate singurul meu regret este cel pe care l-am spus la finalul filmului «Magnatul» în personajul pe care l-am făcut atunci: «Nu-mi pare rău că mor, îmi pare rău că nu m-am priceput să trăiesc».”—Dorel Vișan

## Activitate literară
În anul 1995 a avut loc debutul său literar cu poezii, în revista Steaua. A publicat până în prezent 4 volume de versuri. Numele său a fost inclus în antologiile Poeți clujeni contemporani (1997) și Un pahar cu lumină. Poeți contemporani clujeni (antologie bilingvă româno-maghiară, 2005). Dorel Vișan este membru al Uniunii Scriitorilor din România, Filiala Cluj.

### Volume publicate
- De vorbă cu Domnul (1997) - versuri;
- Vremea cireșelor amare (1998);
- Păcate ... (2000);
- Psalmi (2003) etc.

### Prezențe în volume
- Dorel Vișan, Artă - Autenticitate - Valoare (Art-Authenticity-Value), în: Cristian Colceriu, Elite Clujene Contemporane - Cluj Contemporary Elites, vol. II, Academia Română, CST, Editura Risoprint, Cluj-Napoca, 2014, p. 1211-1223

### Prezențe în periodice
- Dorel Vișan: „Comuniștii știau să transmită mesaje prin filme, noi nu avem cinematografie”, 3 iunie 2012, Bianca Preda, Adevărul
- Dorel Vișan: Teatrul românesc s-a încurcat în ițele democrației, 10 mai 2008, Amos News
- „O țară care-și uită trecutul își pierde identitatea“ Arhivat în 2 septembrie 2014, la Wayback Machine., 19 decembrie 2011, Larisa Și Constantin Iftime, Ziarul Lumina
- Dorel Vișan: Trăim într-o civilizație în care viciul îi ridică osanale virtuții, 13 octombrie 2008, Marius Tucă, Jurnalul Național
- DOREL VIȘAN: "Am învățat să vorbesc cu corpul meu", Otilia Teposu, Formula AS - anul 2013, numărul 1074
- Articol despre actorul de film Dorel Vișan în două din filmele lui Iosif Demian, O lacrimă de fată și Baloane de curcubeu
- Actorul Dorel Vișan (Gr 33 1/2) a primit titlul de Mare Maestru de Onoare al Ordinului Masonic Umaniterra din Cluj-Napoca, 24 aprilie 2024

## Filmografie
- Trecătoarele iubiri (1974) - primarul comunei
- Păcală (1974) - sătean
- Tănase Scatiu (1976) - Nichitache
- Iarba verde de acasă (1977) - fratele lui Ștefan
- Mînia (1978) - maiorul de cavalerie
- Rătăcire (1978) - invitat la nuntă
- Gustul și culoarea fericirii (1978) - directorul
- Înainte de tăcere ‎(1978) - primarul
- Drumuri în cumpănă (1979) - fiul
- Între oglinzi paralele (1979) - Lumânăraru
- Rug și flacără (1980) - Bogathy
- Întoarcerea lui Vodă Lăpușneanu (1980) - călăul
- Bietul Ioanide (1980) - fiul lui Hagienuș
- Mireasa din tren (1980) - tatăl lui Filimon
- Bună seara, Irina! (1980) - scafandrul
- Casa dintre cîmpuri (1980) - milițianul
- O lacrimă de fată (1980) - maiorul
- Castelul din Carpați (1981) - Partenie
- Probleme personale (1981) - prim-secretarul
- Semnul șarpelui (1982) - Odoleanu
- Femeia din Ursa Mare (1982) - Murgu
- Năpasta (1982) - Gheorghe
- Faleze de nisip (1983) - milițianul
- Baloane de curcubeu (1983) - Ene Lelea
- Lovind o pasăre de pradă (1983) - Panaitescu
- Eroii nu au vârstă (1984) - avocatul, serial TV
- Bunicul și o biată cinste (1984)
- Domnișoara Aurica (1985) - Curcuman
- Piciu (1985) - țăran
- Sezonul pescărușilor (1985) - Simion
- Sper să ne mai vedem (1985) - Bogdan
- Declarație de dragoste (1985) - nea Tăticu
- Furtună în Pacific (1986) - mecanicul șef Marcu
- Pădureanca (1987) - preotul Furtună
- Moromeții (1987) - Tudor Bălosu
- Cale liberă (1987) - colonelul genist
- Iacob (1988) - Iacob
- Un bulgăre de humă (1990) - Ion Creangă
- Undeva în Est (1991) - Lupșe
- Drumul câinilor (1991) - primarul
- Rămînerea (1991) - preotul
- Balanța (1992) - preotul rural
- Vulpe - vânător (1993)
- Cel mai iubit dintre pămînteni (1993) - gardianul „Dumnezeu”
- Timpul liber (1993) - șef cadre
- Începutul adevărului (Oglinda) (1994) - Petru Groza
- Senatorul melcilor (1995) - senatorul Vârtosu
- Prea târziu (1996) - prefectul
- Ultima gară (1998) - Bălan
- Fii cu ochii pe fericire (1999) - tatăl
- Torniamo a casa (1999) - film TV)
- Zapping (2000) - polițistul
- Manipularea (2000)
- Valsul lebedelor (2002) (film TV) - Constantin Dicu
- Occident (2002) - polițistul
- Turnul din Pisa (2002) - Dorel
- Noro (2002) - tatăl lui Norocel
- Magnatul (2004) - Mircea Moraru
- Sindromul Timișoara - Manipularea (2004) - generalul
- Dallas Pashamende (2005) - polițistul
- Sistemul nervos (2005) - ministrul orb
- Ticăloșii (2007) - finanțatorul partidului
- Gala (2007) (serial TV)
- Inimă de țigan (2007) (serial TV) - senatorul
- The Dot Man (2007) - Iosif
- Dincolo de America (2008) - colonelul Marcus
- Cocoșul decapitat (2008) - Mailat
- Doar cu buletinul la Paris (2015)